# Målilla-Gårdveda distrikt
Målilla-Gårdveda distrikt är ett distrikt i Hultsfreds kommun och Kalmar län. 
Distriktet ligger söder om Hultsfred. 

## Tidigare administrativ tillhörighet
Distriktet inrättades 2016 och utgörs av en del av området som Hultsfreds köping omfattade till 1971, delen som före 1969 utgjorde socknarna Målilla och Gårdveda.
Området motsvarar den omfattning Målilla med Gårdveda församling hade vid årsskiftet 1999/2000 och som den fick 1830 när socknarnas församlingar slogs samman.